# Llangynin
Llangynin est un village et une communauté du Carmarthenshire, au pays de Galles.

## Géographie
Le village de Llangynin se trouve dans l'ouest du Carmarthenshire, près de la frontière du Pembrokeshire. La ville la plus proche est St Clears, à 5 km au sud-est.

## Démographie
Au recensement de 2011, la communauté de Llangynin comptait 284 habitants.

## Culture locale et patrimoine

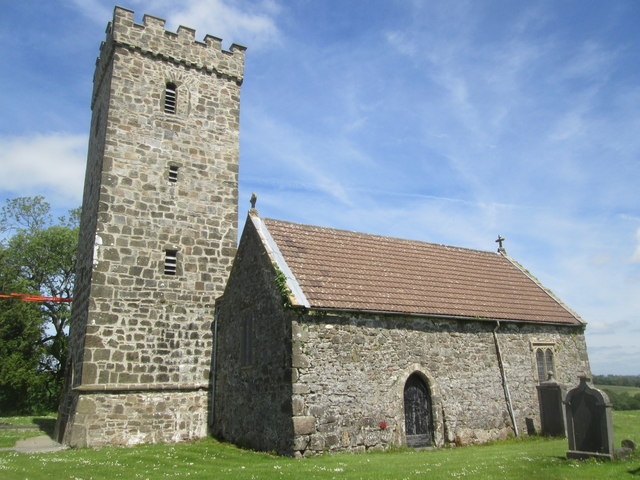
L'église de Llangynin.

L'église anglicane de Llangynin, dédiée à saint Cynin, est située à 2 km au sud du village. Elle remonte au XVe siècle et c'est un monument classé de grade II* depuis 1966.